# Paradrina mauretanica
Paradrina mauretanica là một loài bướm đêm trong họ Noctuidae.